# Marcelo Benítez Martínez
Marcelo Benítez Martínez OFM (ur. 6 września 1956 w Santa María w departamencie Caazapá) – paragwajski duchowny rzymskokatolicki, franciszkanin, biskup Caazapá od 2025. 

## Życiorys
Wykształcenie w zakresie teologii uzyskał na Uniwersytecie Katolickim w Asunción. Śluby wieczyste w zakonie franciszkańskim złożył w 1993, a 9 kwietnia 1994 przyjął święcenia kapłańskie. Jako duszpasterz posługiwał w parafiach w Asunción i Villarrica. W latach 2019–2025 był wikariuszem prowincji Zakonu Braci Mniejszych obejmującej Argentynę i Paragwaj.
22 marca 2025 papież Franciszek mianował go pierwszym biskupem nowopowstałej diecezji Caazapá. Sakry udzielił mu 10 maja 2025 w katedrze św. Pawła w Caazapá nuncjusz  apostolski w Paragwaju, arcybiskup Vincenzo Turturro. 